# Paulistana
Paulistana este un oraș în Piauí (PI), Brazilia.